# آفت‌کش خاموشی ژن
آفت‌کش خاموشی ژن یا آفت‌کش خاموش‌کننده ژن (به انگلیسی: Gene silencing pesticide) آفت‌کش‌هایی هستند که از خاموش کردن ژن و تداخل آران‌ای (RNAi) به‌ویژه برای هدف قرار دادن گونه‌های فردی استفاده می‌کنند، در حالی که گونه‌های دیگر را سالم می‌گذارند.

## کاربرد
علاوه بر کشتن مستقیم آفات با مسموم کردن غذای حشرات با RNAi، راه‌های دیگری نیز وجود دارد که چگونه آفت‌کش‌های خاموش‌کننده ژن می‌توانند یک آفت را بکشند. به عنوان مثال، یک مطالعه تحقیقاتی توسط مایکل شارف نشان داد که می‌توان موریانه‌ها را با استفاده از RNAi که ژن Hex-2 را غیرفعال می‌کند، از بین برد. این موریانه‌های کارگر را به موریانه‌های سرباز تبدیل می‌کند. یک کلنی با تعداد زیادی موریانه سرباز (ظاهراً بیش از ۱۰٪) موریانه‌های کارگر باقیمانده کافی برای تغذیه مناسب کلنی ندارد.